# Rosquillas de Santa Clara
Las Rosquillas de Santa Clara son un dulce típico de la culinaria madrileña sobre todo en las celebraciones de las fiestas de San Isidro Labrador en las praderas de San Isidro (cerca del 15 de mayo).

## Historia
La fama y el nombre lo reciben de las monjas que las elaboraron en el siglo XV. Doña Catalina Núñez, esposa de Don Alonso Álvarez de Toledo, contador mayor del reino de Don Enrique IV, se retiró al Monasterio de la Visitación de Nuestra Señora de las Monjas Franciscanas comúnmente conocidas como Monjas de Santa Clara. Esta monja hizo que las rosquillas tuvieran fama entre los madrileños, lo que hizo ganar dinero a las monjas para sus obras de caridad.

## Características
Se trata de unas rosquillas de unos 70 u 80 gr aproximadamente que son elaboradas a base de una masa de aceite de oliva y saborizada con anís que finalmente se recubre de un glasé blanco de azúcar (merengue seco).